# خط ۹ متروی پاریس
خط ۹ متروی پاریس (انگلیسی: Paris Métro Line 9) یکی از خطوط متروی پاریس است.
این خط که در سال ۱۹۲۲ تأسیس شده دارای ۳۷ ایستگاه و ۱۹٫۶ کیلومتر طول می‌باشد.

## نگارخانه

Geographically accurate path of Paris metro line 9.

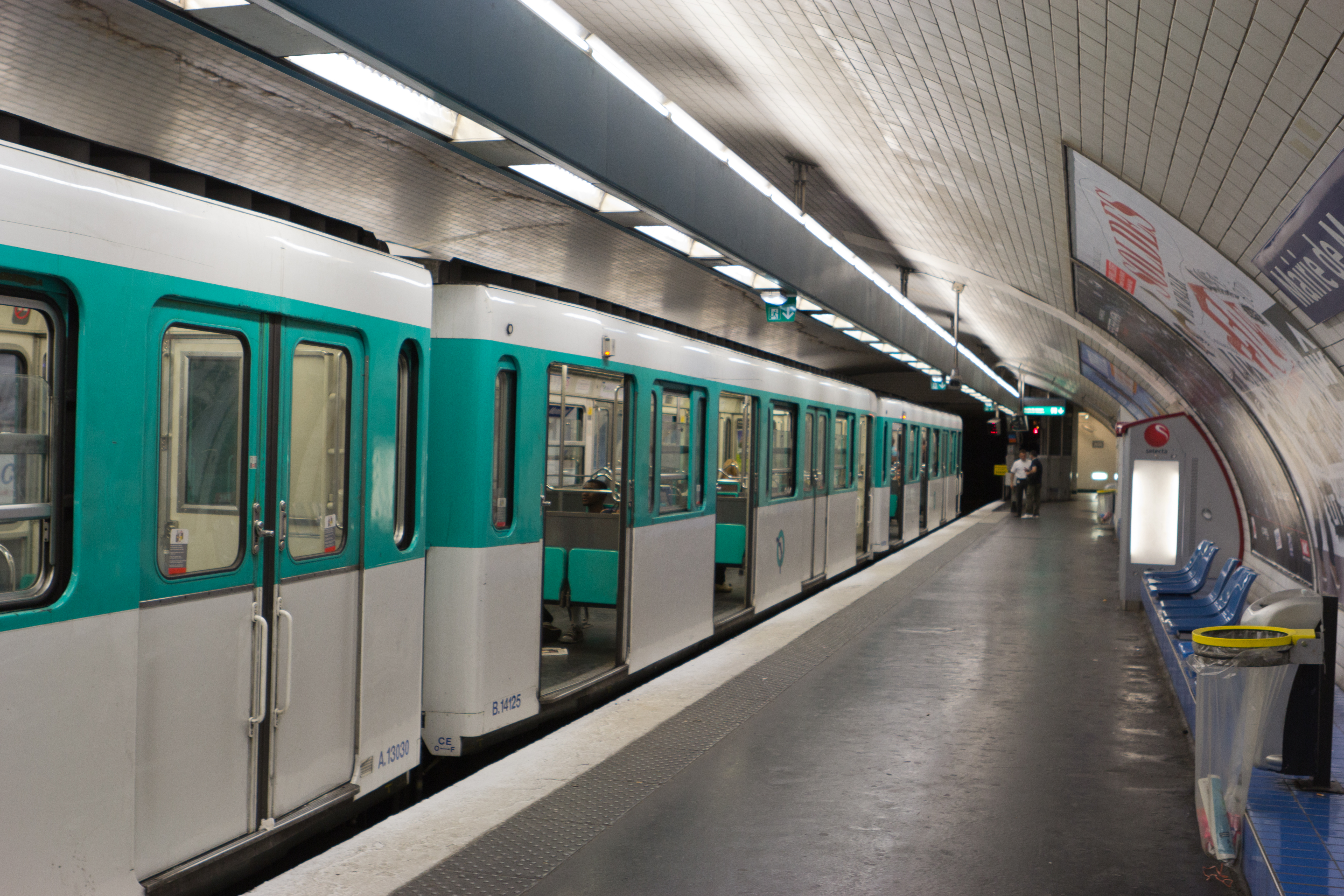
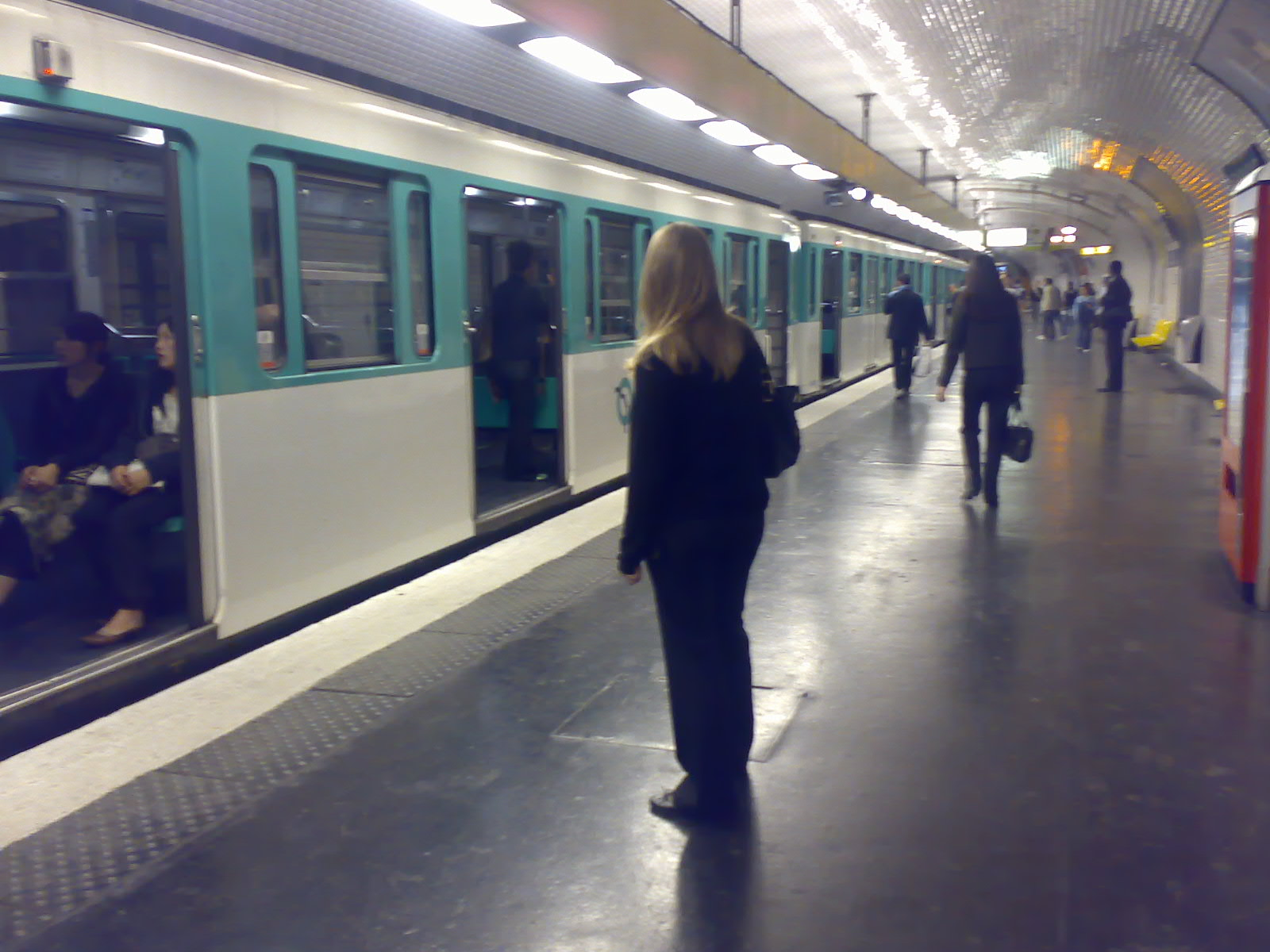
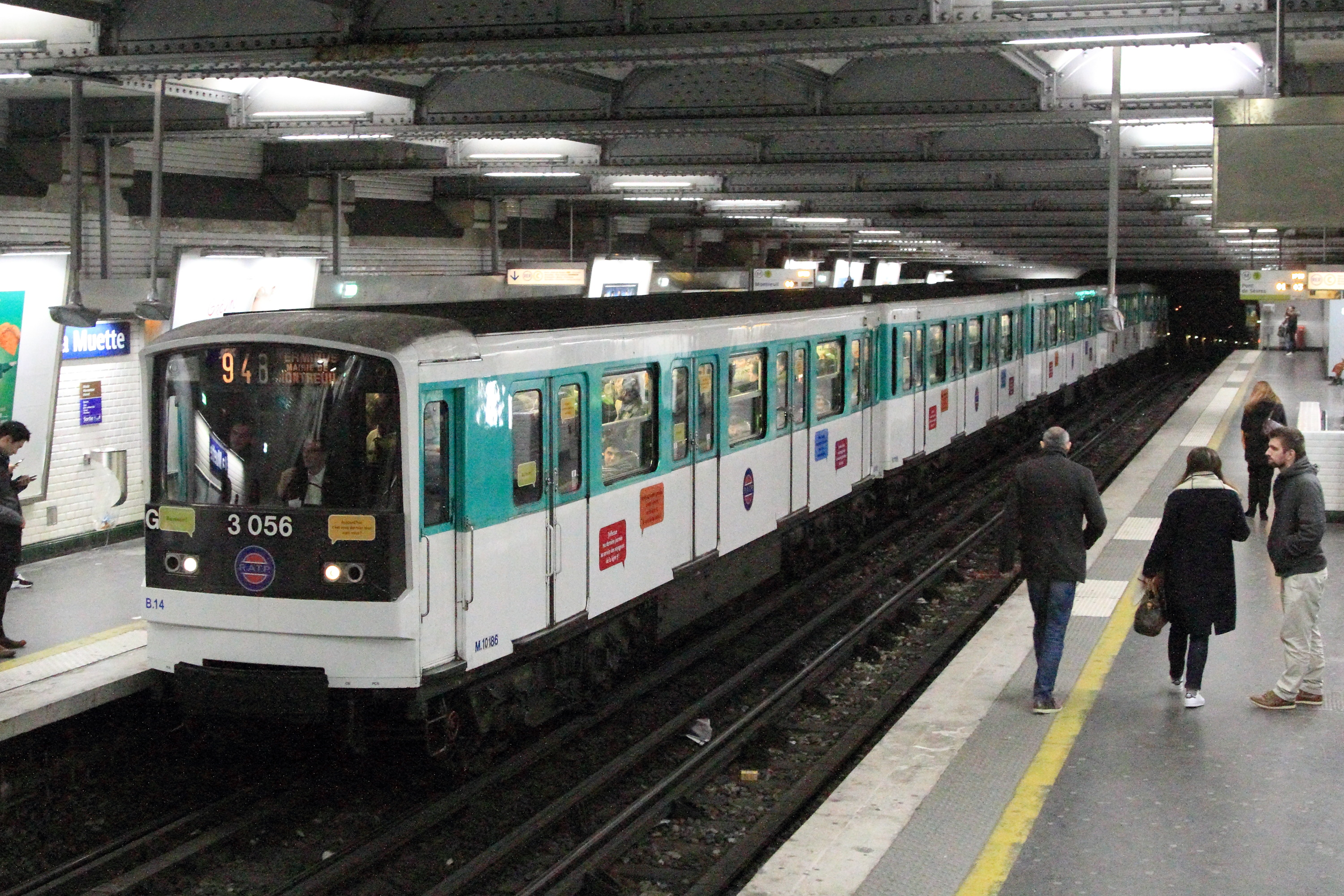
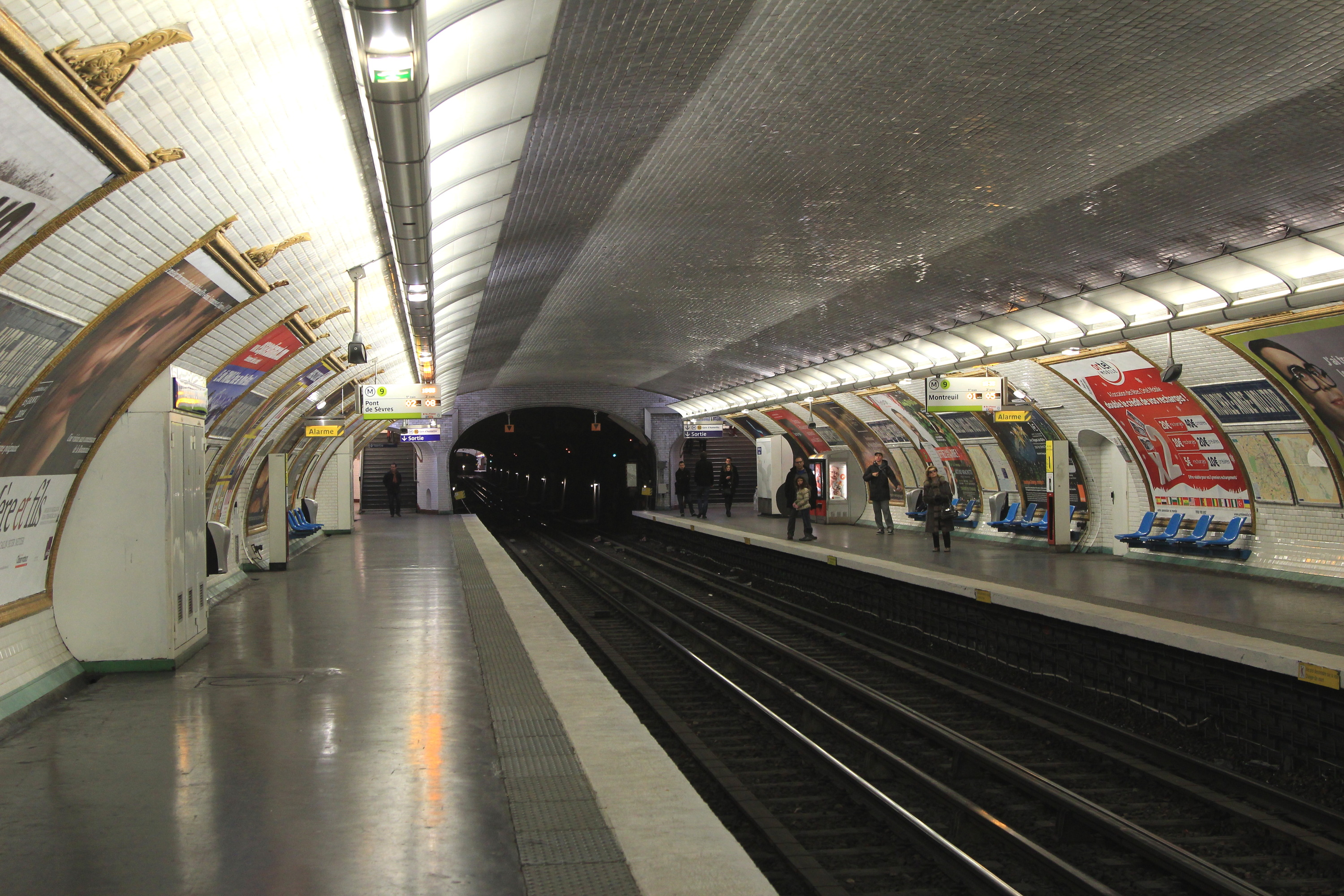